# Jiuchengia
Jiuchengia is een geslacht van uitgestorven coccosteïde arthrodire placodermen uit het Laat-Emsien van Wuding, Yunnan in China. Zijn schedel lijkt qua vorm op die van Watsonosteus en Dickosteus, hoewel Jiuchengia longoccipita gemakkelijk van beide kan worden onderscheiden doordat zijn schedel langer is en hij anatomische kenmerken gemeen heeft met homostiiden.
De typesoort Jiuchengia longoccipita werd in 1983 benoemd door Wang Junqing en Wang Nianzhong. De geslachtsnaam verwijst naar de Jiuchengformatie. De soortaanduiding betekent 'met het lange achterhoofd' in het Latijn, een verwijzing naar de lange trapeziumvormige nekplaat.